# Горслебен
Горслебен (нем. Gorsleben) — община в Германии, в земле Тюрингия.
Входит в состав района Кифхойзер. Подчиняется управлению Ан дер Шмюкке. Население составляет 558 человек (на 31 декабря 2010 года). Занимает площадь 10,78 км².